# Пожидаев, Григорий Анатольевич
Григорий Анатольевич Пожидаев (фр. Georges A. de Pogédaieff; 1894—1971) — русский художник, график и декоратор, иллюстратор, кавалер ордена Почетного легиона (1954). В истории искусства известен под творческим именем Георгий Пожедаев.

## Биография[2][3]
Родился 13 (25) января 1894 года в Ялте Таврической губернии в дворянской семье. Отец — Анатолий Григорьевич Пожидаев, мать — Анна Васильевна Пожидаева (в девичестве Пуховская).
В 1908 году брал уроки у Я. Ф. Ционглинского. В 1911 году окончил Одесский кадетский корпус. Решив заняться живописью, в августе 1914 года подал прошение для поступления на живописное отделение МУЖВЗ, куда был принят 18 ноября 1914 года (учился у А. Е. Архипова и Н. А. Касаткина). До 1916 года Пожидаев состоял учеником МУЖВЗ, имея право на отсрочку от призыва в армию для участия в сражениях Первой мировой войны.
В августе 1916 года подал прошение в Совет Императорского Русского театрального общества о своём зачислении в действительные члены этого общества. В последующие годы сотрудничал с балетмейстером К. Я. Голейзовским, оформив ряд его постановок в Интимном театре Б. С. Неволина и для Большого театра («Маска Красной смерти», балет на музыку Н. Н. Черепнина по мотивам новеллы Эдгара Аллана По).
В 1920 году художник навсегда уехал из Советской России, стал подписывать свои работы творческим псевдонимом Georges A. de Pogédaïeff. Недолгое время работал в Национальном театре в Бухаресте, затем в Праге. До конца лета 1923 года жил в Берлине, работал декоратором в театре-кабаре «Карусель», в русско-немецком театра-кабаре «Бабочка» и в театре миниатюр «Маски», созданном режиссёром Б. С. Неволиным, сотрудничал с Русским романтическим театром Б. Г. Романова. В конце 1923 года переехал в Вену, работал в театре-кабаре «Москауер Кунст-Шпиле» (венском филиале «Синей птицы»), организовал персональную выставку своих декораций и костюмов в Neue Galerie, делал декорации и костюмы по заказу  знаменитого реформатора театральной сцены, австро-германского режиссёра Макса Рейнхардта, ставившего свои спектакли в Театре дер Йозефштадт в Вене, в Берлине и Зальцбурге.
С октября 1925 года обосновался во Франции, в Париже. Работал для театра «Летучая мышь» Н. Ф. Балиева, создавал эскизы костюмов и написал свыше 60 портретов для фильма «Страсти Жанны д’Арк» (режиссёр Карл-Теодор Дрейер), в роли декоратора сотрудничал с кинорежиссёром Абелем Гансом во время съемок фильма «Конец света» (Fin du Monde). В 1935 году состоялась персональная выставка Г. Пожедаева в Каннах (среди 12 портретов парижских знаменитостей — портреты И. А. Бунина и поэта Владимира Смоленского). К 1937 году Пожедаев, разочаровавшись в театральной работе, окончательно оставил сценографию и более активно занялся живописью и графикой — писал пейзажи, портреты и натюрморты; создавал книжные иллюстрации. Во время Второй мировой войны оставался в Париже, создал циклы иллюстраций к русской классике (Гоголь, Чехов, Пушкин, Лермонтов), после окончания оккупации Парижа вернулся к привычной довоенной жизни между Парижем и провансальской деревней Менерб, в которой в те годы жили Николай де Сталь, Дора Маар. В 1946—1950 годах работал над иллюстрациями к задуманному им библиофильскому изданию «Апокалипсиса» (выпущен нумерованным тиражом 199 экземпляров, содержит 88 иллюстраций в 4-х томах) в новом переводе на французский с древнегреческого, выполненном известным лингвистом и переводчиком Аленом Гийерму. Это издание принесло Пожедаеву славу и известность во Франции, признание и дружбу с рядом выдающихся деятелей французской культуры и политики, среди которых поэт, драматург и дипломат Поль Клодель, президенты Французской Республики Венсан Ориоль и Рене Коти, основатель Французского Института в Санкт-Петербурге, академик Луи Рео и многие другие. В феврале 1954 года он становится Кавалером Ордена Почётного легиона.
В послевоенное время и вплоть до конца 1950-х годов выставки работ Г. Пожедаева периодически проводились в крупнейших художественных галереях французской столицы (Дюран-Рюэль, 1952; Маргёри, 1955; Реймон Крёз, 1958) и в Провансе: Ля Калад в Авиньоне, Галерея Мишель в Карпантра и другие). В середине 1950-х годов Пожедаев инициировал восстановление из руин старинной часовни Нотр-Дам-де-Грас в Менербе, собрал средства для оплаты работ и написал семь крупных живописных панно для алтаря и приделов. 29 марта 2018 г. решением правительства Франции этим панно присвоен статус охраняемого памятника истории и культуры.
Г. Пожедаев скончался в возрасте 77 лет 3 августа 1971 года в Менербе (Прованс), где и похоронен. В сентябре 2015 года в Менербе прошла его ретроспективная выставка, представившая свыше пятидесяти ранее не выставлявшихся живописных и графических работ, созданных художником в Провансе и хранящихся ныне в частных собраниях. 18 сентября 2015 года в рамках Дней Европейского культурного наследия в Менербе состоялось торжественное открытие мемориальной доски, установленной на фасаде дома, ранее принадлежащего семье Пожедаевых.

## Творчество
Спустя много лет после кончины художника, в особенности в связи со 120-й годовщиной со дня его рождения (2014 год), в России пробудился значительный интерес к творчеству Г. А. Пожедаева. В декабре 2014 года в Санкт-Петербурге состоялась выставка, приуроченная к его юбилею, прошел ряд передач на телевидении. Ранее в 2003 году его работы экспонировались в Государственном Русском музее на выставке «Русский Париж». В 2005 году в Литературно-мемориальном музее Ф. М. Достоевского в Санкт-Петербурге состоялась выставка иллюстраций Г. Пожедаева к «Братьям Карамазовым». В 2012 году его театральные работы экспонировались в московской галерее «Элизиум» в рамках выставки «Художники театра Касьяна Голейзовского. 1918—1932». Графические и живописные работы Г. Пожедаева имеются ныне в коллекциях многих крупнейших музеев мира, в частных собраниях.
Его иллюстрации к Н. В. Гоголю (Вий, Женитьба) и А. П. Чехову (Степь) были впервые изданы в конце 2014 года библиофильским изданием на русском (200 нумерованных экземпляров) и французском (100 нумерованных экземпляров) языках издательством «Петроний» в СПб по инициативе и за счет средств благотворительного фонда AVC Charity (Москва). В конце августа 2015 года издательством «Арт-Волхонка» (Москва) по заказу AVC Charity осуществлен выпуск глубоко исповедальной пожедаевской поэмы в прозе Четыре ветра с иллюстрациями автора. Книга выпущена библиофильским изданием на русском (500 нумерованных экземпляров) и французском (500 нумерованных экземпляров) языках. 300 экземпляров французского издания переданы в дар провансальской деревне Менерб, ставшей его последним прибежищем.

#### Перечень литературных произведений, оформленных Г. А. Пожедаевым[7]
Точное число текстов русской и зарубежной литературы, над иллюстрированием которых, параллельно неустанному созданию пейзажей, портретов, натюрмортов, театральных костюмов и декораций, работал Г. А. Пожедаев, все ещё доподлинно не известно. Число изданных произведений до самого недавнего времени оставалось незначительным. В 1948 г. знаток книжной графики, библиофил Жюль-Рене Томе в статье, опубликованной в журнале Ле Курье график и посвященной художнику, писал: "Из семнадцати проиллюстрированных им произведений на сегодняшний день опубликованы только два — Святая Агнесса Поля Клоделя (1947) и первый из четырёх томов Апокалипсиса (1947). Вскоре после появления этой статьи вышли в свет ещё три тома Апокалипсиса, роман Клуб Лионцев Жоржа Дюамеля, созданы иллюстрации к поэме Двенадцать Александра Блока, к роману Сила и Слава Грэма Грина, велась работа по иллюстрированию Тонио Крёгера Томаса Манна, и др. Приводимый ниже перечень известных на сегодняшний день графических работ Григория Пожедаева скорее является началом работы по выявлению полного графического наследия художника, а не подведением итогов. Он несомненно будет пополняться по мере обнаружения новых сведений и открытия неизвестных ранее творений.
1929 (начало работы) — Создание цикла иллюстраций к Братьям Карамазовым Ф. М. Достоевского. Бумага, карандаш. Размеры 22х50 и 21,5х27,5. Общее число созданных иллюстраций достоверно не известно. Наиболее полный комплект из 67 рисунков в папке и с посвящением дочери художника Ольге прошёл через продажу на аукционе MacDougall’s 8 июня 2009 г., и был приобретен новым владельцем за рекордную сумму в 168 тысяч 438 фунтов стерлингов. Разрозненные, подписанные Г.Пожедаевым оригинальные листы цикла встречаются в ряде частных собраний в Авиньоне, Менербе, Лурмарене, Париже, Лондоне.
Конец 1920-х - Считающийся полным комплект иллюстраций к Пиковой даме А. С. Пушкина (37 листов) состоит из 16 оригинальных подписанных Г.Пожедаевым черно-белых рисунков (карандаш, уголь), портрета поэта и титульного листа с посвящением жене художника, датированным 21 ноября 1946 года. Кроме окончательных иллюстраций, в папке находятся 19 подготовительных рисунков. Размер рисунков: 22х18 см.
1931 г. — Иллюстрации к роману королевы парижского мюзик-холла Жозефины Бейкер «В твоих венах течет моя кровь». Г.Пожедаев создал для книги 6 полосных иллюстраций и 5 изящных буквиц.- De La Camara et P. Abatino. Le roman d’après une idée de Joséphine Baker. «Mon sang dans tes veines». Editions ISIS.Paris.1931.
Конец 1930-х — середина 1940-х гг. — Работа над иллюстрированием русской классики:
Н. В. Гоголь
Мертвые души — По имеющимся сведениям, было создано 30 рисунков. Бумага, уголь. 28х21,4. После кончины наследников иллюстрации были раскомплектованы, продавались частями и находятся ныне в различных частных коллекциях в России и за рубежом. 15 рисунков были показаны в рамках выставки «Художник Григорий Пожидаев: послесловие к жизни». (Санкт-Петербург, Пушкинский Дом, 11.12. 2014 — 15.01.2015), а также фигурируют в каталоге выставки.
Шинель — Точное количество исполненных рисунков не известно. Один из них был представлен в упоминавшейся статье Ж.-Р.Томе, судьба остальных пока не выяснена.
Нос - Точное количество исполненных рисунков не известно. Один из них был представлен в упоминавшейся статье Ж.-Р.Томе, судьба остальных пока не выяснена.
Как поссорились Иван Иванович с Иваном Никифоровичем - Точное количество исполненных рисунков не известно. Два из них были представлены в упоминавшейся статье Ж.-Р.Томе, судьба остальных пока не выяснена.
Женитьба — 19 рисунков. Бумага, уголь. Размеры 8х11,5/21,9х16,8. Изданы впервые в 2014 г. раздельно на русском и французском языках по инициативе и за счет AVC Charity Foundation (Москва).- Nicolas Gogol.Le Mariage.Trad.du russe par Marc Semenov.Ill.de Georges de Pogédaïeff.Ed.Petronius.Saint-Pétersbourg.2014.- Edition numérotée de 100 exemplaires. Offset. 70x100/8. — Н. В. Гоголь. Женитьба. Илл. Г. А. Пожедаева. Изд. Петроний. СПб.2014. Тираж 200 нумерованных экземпляров. Офсет.70х100/8
Ревизор — Точное количество рисунков и местонахождение не установлены. Не издано.
Вий — 14 иллюстраций с посвящением «Моей любимой дочери Ольге». Бумага, акварель, сангина, цветные карандаши, уголь. 27,9х21,3. — Издано впервые в 2014 г. отдельно на русском и французском языках по инициативе и за счет AVC Charity Foundation (Москва). — Nicolas Gogol. VIJ. Trad.du russe par Henri Mongault. Ill.de Georges de Pogédaïeff.Ed.Petronius.Saint-Pétersbourg.2014.-Edition numérotée de 100 exemplaires. Offset. 70x100/8. — Н. В. Гоголь. Вий. Илл. Г. А. Пожедаева. Изд. Петроний. СПб.2014.Тираж 200 нумерованных экземпляров. Офсет.70х100/8
1940-е гг.
М. Ю. Лермонтов
Герой нашего времени — Об этой работе Г.Пожедаева известно из статьи Ж.-Р.Томе 1947 г. Число исполненных рисунков и их местонахождение неизвестны.
А. П. Чехов
Дама с собачкой — О существовании этой работы впервые стало известно из упоминавшейся статьи Ж. Р. Томе, однако до последнего времени число исполненных рисунков и их местонахождение не были установлены. Полный комплект из 10  рисунков был обнаружен в Лондоне и приобретен в 2018 г. AVC Charity Foundation (Москва). В 2020 г. в издательстве "Арт-Волхонка" эта чеховская новелла с иллюстрациями Г.Пожедаева вышла в свет нумерованным тиражом 400 экз  .- А.П.Чехов. Дама с собачкой. Илл. Г.Пожедаева.М.:Арт-Волхонка,56 с. Вступит. статья и комментарии А.Авеличева и Д.Фине.
Степь — 24 рисунка. Бумага, уголь. 22,1х16,8. — Судя по всему, Пожедаев возвращался к доработке этих рисунков в позднейшее время: последняя датировка — «день весеннего солнцестояния 1964 г.». — Издано впервые в 2014 г. раздельно на русском и французском языках по инициативе и за счет AVC Charity Foundation (Москва).- Anton Tchekhov. La Steppe. Trad. du russe par Denis Roche. Illustrations de Georges A.de Pogédaïeff.Saint-Pétersbourg: Editions Petronius.2014. — Edition numérotée de 100 exemplaires. Offset. 70x100/8. — А. П. Чехов. Степь. Илл. Г. А. Пожедаева. Изд. Петроний. СПб.2014.Тираж 200 нумерованных экземпляров. Офсет.70х100/8
25 ноября 1945 г. — Завершена работа над иллюстрированием поэмы А.Блока Двенадцать. Эта работа посвящена памяти матери Пожидаева Анны Васильевны. Полный комплект состоит из 30 рисунков. Бумага, уголь, карандаш.20х15,5. — Первое издание поэмы «Двенадцать» с иллюстрациями Г.Пожедаева вышло в свет в 2017 г. на русском и французском языках совместными усилиями Фонда AVC Charity и издательства Арт-Волхонка. Подготовка издания, предисловие и аннотации А.Авеличева и Д.Фине.
1946 - Иллюстрации к поэтическому циклу Поля Клоделя Святая Агнесса. - 26 рисунков. Бумага, уголь, сепия. — Текст книги, выпущенной тиражом 266 экз., отпечатан в типографии Робера Кулума 24 апреля 1947 г. Иллюстрации Г. Пожедаева, отгравированные на меди Омером Леграном, были отпечатаны в типографии Ж.Виза. — Claudel, Paul. Sainte Agnès. Ill.de Georges A. de Pogédaieff. Avant-propos de Jacques Madaule. In-4. Несшитые листы в издательском коленкоровом футляре.
1946 — 1950 - Работа над иллюстрированием 4-томного издания Апокалипсиса, выпущенного в свет за счет личных средств Г.Пожедаева
1947 - Выход в свет 1 тома нового перевода с древнегреческого книги Апокалипсиса. Отпечатано в типографии Robert Coulouma тиражом 199 экз. 24 октября 1947 г.- L’Apocalypse.T.1.Trad.du grec et préfacé par Alain Guillermou. Avant-propos de Louis Réau. Illustré de 22 gravures par Georges de Pogédaïeff.In-4. Несшитые листы в издательском коленкоровом футляре.
1948 — Выход в свет 2 тома Апокалипсиса. Отпечатано в типографии Robert Coulouma тиражом 199 экз. 10 сентября 1948 г.- L’Apocalypse.T.2.Trad.du grec par Alain Guillermou. Avant-propos de Pierre Mornand. Illustré de 22 gravures par Georges de Pogédaïeff.In-4. Несшитые листы в издательском коленкоровом футляре.
1949 — Выход в свет 3 тома Апокалипсиса. Отпечатано в типографии Robert Coulouma тиражом 199 экз. 12 февраля 1950 г.- .- L’Apocalypse.T.3.Trad.du grec par Alain Guillermou. Avant-propos de Loys Masson. Illustré de 22 gravures par Georges de Pogédaïeff.In-4. Несшитые листы в издательском коленкоровом футляре.
1950 - Выход в свет 4 тома Апокалипсиса. Отпечатано в типографии Robert Coulouma тиражом 199 экз. 11 октября 1950 г.- .- L’Apocalypse.T.4.Trad.du grec par Alain Guillermou. Avant-propos de Daniel Rops. Illustré de 22 gravures par Georges de Pogédaïeff.In-4. Несшитые листы в издательском коленкоровом футляре.
1950 — Выход в свет библиофильского издания романа Жоржа Дюамеля Клуб Лионцев с двадцатью пятью пастельными рисунками Г.Пожедаева, отгравированными по дереву Жераром Анджолини. Типография Robert Coulouma. Тираж 1850 нумерованных экз. Окончено печатью 20 февраля 1950 г. In-8. Несшитые листы в издательском коленкоровом футляре.- Duhamel, Georges. Le Club des Lyonnais. Illustrations de Georges de Pogédaïeff gravées sur bois en couleurs par Gérard Angiolini.Paris, Albert Guillot Editeur,1950.
1951-1952 — Работа над иллюстрациями к роману Грэма Грина Сила и Слава. Всего создано 14 рисунков. Бумага, карандаш, уголь.22,5х17,5.Не издавалось. Рисунки были впервые представлены публике на персональной выставке Г.Пожедаева в галерее Дюран-Рюэль (Париж, 6 — 22 марта 1952 г.). В последнее время экспонировались на юбилейной выставке «Художник Григорий Пожидаев: послесловие к жизни». (Санкт-Петербург, Пушкинский Дом, 11.12. 2014 — 15.01.2015), опубликованы в каталоге выставки.
1959 — Завершил работу над иллюстрациями к Книге Экклезиаста. Бумага, карандаш, уголь. Частная коллекция, Лондон. До настоящего времени не издавалось.
1959-1960 — Работа над иллюстрациями для Песни Песней Соломона. Рисунки хранятся в частной коллекции, Лондон. Посвящение гласит: «Я закончил работу над этими иллюстрациями в одна тысяча девятьсот шестидесятом году в день Святого Нестора и посвятил их со страстью и признательностью всем, кто любил меня»
В 1962—1966 — Работал, постоянно возвращаясь к сделанному, над иллюстрациями к новелле Томаса Манна Тонио Крёгер. Работа, по видимости, не была завершена, остановлена на стадии предварительных эскизов (Van Abbe Museum, LS Collection, Голландия)
1965 −1967
Кнут Гамсун
Эскизы рисунков к роману Пан. Судя по всему, эта работа, о которой Г.Пожедаев в октябре 1967 г. писал Н. Д. Лобанову-Ростовскому, не была завершена. Сохранившихся предварительных материалов пока не обнаружено.
Эдгар-Аллан По
Создание 10 иллюстраций к Необычайным историям Эдгара Аллана По. Рисунки выставлялись на аукцион русского искусства MacDougall’s 1 декабря 2011 г. Дальнейшая их судьба пока не установлена. — Иллюстрации к «Необычайным историям» логически замыкают творческий маршрут Георгия Пожедаева, начинавшего некогда свой путь в искусстве с создания костюмов и декораций (1918) для балета «Маска Красной Смерти» Н. Н. Черепнина по мотивам новеллы все того же Эдгара Аллана По.